# San Lorenzo Tlalmimilolpan, Tlalmanalco
San Lorenzo Tlalmimilolpan, eller bara San Lorenzo, är en ort i Mexiko, tillhörande kommunen Tlalmanalco i delstaten Mexiko. San Lorenzo Tlalmimilolpan ligger i den centrala delen av landet och tillhör Mexico Citys storstadsområde. Orten hade 2 725 invånare vid folkräkningen 2010, och är tredje största ort i kommunen sett till befolkning.